# Соколова, Ариадна Леонидовна
Ариадна Леонидовна Соколова (24 июня 1925, Ярославль — 29 октября 2013, Ярославль) — художница; член Союза художников СССР и Союза художников России, лауреат ярославской областной премии им. А. М. Опекушина, заслуженный художник Российской Федерации.
Является основателем первого в Ярославле музея современного искусства «Дом муз». Произведения Ариадны Соколовой находятся:
Государственный музей изобразительных искусств им. А. С. Пушкина
Ярославский художественный музей
Музей истории города Ярославля
Музей современного искусства (Дом Муз) г. Ярославль
Рыбинский историко-архитектурный и художественный музей-заповедник
Северо-Осетинский государственный художественный музей им. М. Туганова
Башкирский государственный художественный музей имени М. В. Нестерова
Закарпатский краеведческий музей, Ужгород, Украина
Картинная галерея Красный мост, г. Вологда

В музеях в Ереване и Тбилиси, 
а также во многих российских и зарубежных (Германии, Финляндии, США, Великобритании, Португалии) частных коллекциях.

## Ранние годы
Ариадна Леонидовна Соколова родилась 24 июня 1925 года в Ярославле. Её отец, Леонид Алексеевич, был техником-механиком, а мать, Надежда Васильевна, работала телеграфисткой.
Ариадна с детства хорошо рисовала. В семь лет девочка с родителями впервые побывала в Третьяковской галерее — хотя большее впечатление на неё произвели полотна в работавшем тогда Музее современного искусства. Как бы то ни было, уже во время учёбы в ярославской средней школе № 33 под первые «персональные выставки» Соколовой отдавали целое фойе.
В 1940 году, окончив семь классов, Ариадна поступила в Ярославское художественное училище и до сих пор с теплотой вспоминает своего первого педагога А. А. Грачёва, не вернувшегося с войны. Рисовала Соколова в это время много: самостоятельных работ вне учебного плана у неё было несколько сотен. Сильное влияние на всё творчество Ариадны в этот период оказывали произведения русских и французских художников начала века, работающих в стиле примитивизма и экспрессионизма.
В 1945 году она окончила Ярославское художественное училище и поступила на живописный факультет ленинградского Института живописи, скульптуры и архитектуры им. И. Е. Репина Академии художеств СССР. Педагоги: по рисунку и живописи А. А. Деблер,  композиции - А.И. Сегал. Дипломная работа выполнена в театрально-декорационной мастерской под руководством  известного  графика и театрального художника Михаила Бобышова. 

В начале 1946 года она посетила вечер поэзии в Ленинградской филармонии и впервые увидела там Анну Ахматову. Художница вспоминала: 
В чёрном платье, на плечах белая шаль. Весь зал был наполнен её царственным голосом. Создавалось впечатление величавости, необычайности — она была поразительна. <…> Через какое-то время я вновь оказалась на концерте в филармонии. Боковые хоры там отделёны друг от друга, и я вдруг увидела, что из одного отсека на меня смотрит Ахматова. Может быть, она задумалась о чём-то своём. Но взгляд был направлен на меня и буквально загипнотизировал. Тут уже стало не до концерта. Дома я написала ей письмо, отправила. А некая Зойка со скульптурного отделения узнала об этом и начала уговаривать: пойдём да пойдём к Ахматовой в гости. Мол, я буду с ней беседовать, а Зойка — делать её скульптурный портрет. Я, конечно, не согласилась: кто нас туда пропустит? <…> Но Зойка была пробивная, где хочешь пройдёт, ей всё нипочём. И там через дежурную как-то прошла…
 При этом Ахматова приняла свою гостью за Ариадну — автора письма, про которое вспомнила сразу. Соколова до сих пор жалеет, что не пошла тогда вместе с подругой, но в мистическую силу своего письма верила всю жизнь. Ей кажется, что и для Ахматовой оно не промелькнуло бесследно. Подтверждение тому Ариадна Леонидовна находит в нескольких ахматовских стихах, например, таких: «Таинственной невстречи пустынно торжество…».
В 1951 году, защитив на оценку «хорошо» дипломную работу по созданию эскизов, декораций и костюмов к пьесе Константина Паустовского «Наш современник», Ариадна Соколова окончила живописный факультет Института живописи, скульптуры и архитектуры имени И. Е. Репина по специальности художник театрально-декорационной живописи.

## Художник
С 1951 по 1953 годы она работала художником в Ярославском театре музкомедии (ныне здание филармонии на ул. Максимова). С 1953 года Ариадна Соколова стала трудиться в Ярославском отделении Художественного фонда СССР.
Тогда же, 15 октября 1953 года, её работы были представлены на XII Ярославской областной выставке художников. За хорошую работу Ариадну Леонидовну неоднократно направляли на творческие дачи: особенно она любила бывать на Кавказе, где создала десятки пейзажей и портретов. В мае 1954 года работы Ариадны Соколовой демонстрировались на Весенней выставке художников Ярославской области, развёрнутой в Выставочном зале Ярославского отделения Художественного фонда СССР С 18 ноября 1954 года по 3 января 1955 года произведения Ариадны Соколовой были представлены на Выставке произведений художников РСФСР в Московском Доме художника. В 1957 году произведения Ариадны Соколовой были продемонстрированы на выставке VI Всемирного фестиваля молодёжи и студентов. В сентябре 1958 года картины Ариадны Соколовой были показаны на выставке произведений художников Ярославской области, посвящённой 40-летию комсомола, а 18 октября 1958 года — на работавшей в Центральном выставочном зале (бывший Манеж) под эгидой ЦК ВЛКСМ, Министерства культуры СССР, ВЦСПС и СХ СССР Всесоюзной художественной выставке «40 лет ВЛКСМ». Тогда же, в 1958 году, Ариадна Леонидовна стала членом Союза художников СССР.
Помимо творческой работы, Ариадна Леонидовна с давних пор отличалась любовью к животным. Так, по городской легенде, в 1950- годах именно у Соколовой первой в Ярославле появилась собака породы колли. Из других источников известно, что эту собаку художница привезла с собой из Ленинграда.

Летним утром 1961 года в ярославском порту остановился теплоход, который вёз более 200 советских художников-авангардистов, стремившихся путешествием по Волге популяризовать своё творчество. На причале их случайно заметила проходившая мимо Ариадна Соколова. Вот как описывает дальнейшее в опубликованной на страницах «Знамя» повести «Манеж 1962, до и после» участник этого путешествия Леонид Рабичев: 
Художники и художницы разошлись по городу, останавливались на перекрёстках улиц, напротив приглянувшихся зданий или деревьев и с места в карьер начинали писать картины. Смотрели на одно, а делали совершенно другое. <…> Для провинциального города это было, как цирковое представление. Вокруг каждого художника стояла толпа восторженных или возмущённых болельщиков. Ариадна, потрясённая, бегала по городу, с удивлением смотрела на то, что происходило. <…> Ей, Ариадне, казалось, что это двести воскресших Ван Гогов, Матиссов, Гогенов и Пикассо входят в её жизнь. Через шесть часов эти художники с законченными картинами сели на свой пароход и уехали, а у Ариадны Соколовой художественный совет перестал принимать работы, потому что, бедная, но счастливая, она тоже начала решать по-своему свои пространственные и цветопластические задачи. Так начался героический период её жизни, в Ярославле её перестали понимать, у неё появились ученики.
С этим периодом связан и тихий скандал, когда Ариадна Соколова столкнулась в Ярославском художественном музее с прибывшим в Ярославль потомком английского королевского дома Стюартов и «увела» его из-под носа присматривавшего за иностранцем работника госбезопасности, чтобы написать портрет гостя.
Под влиянием новых тенденций в живописи почерк художника Соколовой несколько изменился. Новые принципы выражения она нашла в отталкивании, абстрагировании от реального мотива, воплощении в плоскостной знак, формулу и резкие линии.

В 1962 году Ариадна Соколова отправилась на отдых в Дом Творчества художников в Хосте и познакомилась там с художником-авангардистом, одним из мастеров Серебряного века Натаном Альтманом — автором знаменитого портрета Анны Ахматовой, а также с супругой художника Ириной Щёголевой. Ариадна Леонидовна вспоминала: 
Мы с Альтманом ходили на рыбалку. Все вместе занимались разговорами, много гуляли. Ирина Валентиновна была феноменальная особа. Как-то забрели в заколоченный, заброшенный дом, и она в садике нашла лайковые перчатки. Представляете? В другой раз ей невероятно захотелось прокатиться на дрезине, она до того её никогда не видела. Рассказывала, что мечтала стать журналисткой, но так и не стала. Все время подшучивала над Альтманом.
 Тогда же Ариадна написала портрет Щёголевой — один из своих лучших, сделавших художнице из Ярославля имя в кругах неформально мыслящей советской интеллигенции.

Однако в самом Ярославле она продолжала слыть человеком, «уклонившимся от генеральной линии соцреализма» — чем, впрочем, нисколько не смущалась. Позже кандидат искусствоведения, доктор педагогических наук, профессор ЯГПУ Евгений Ермолин отмечал: 
Соколова — человек, умеющий жить вольно и красиво. Столько в ней удивительной творческой самодостаточности, человеческой естественности и чистоты. Всякие случались времена. Самоцензура становилась для кого-то второй натурой. Но это все не про неё. В самые тугие годы она предъявляла способ жить, мыслить и созидать без оглядки на политпросвет. Потому в прежние времена «не нашим» числилась Рида художником, да и человеком — подозрительным. Белой вороной. <…> Пока чуткие к конъюнктуре коллеги и угрюмые начальники громогласно клеймили её за «отход от жизни», за «формализм» и прочие вредные «измы» — Соколова жила. Жила, как хотела. И творила, как хотела. День за днём она отстаивала своё право на индивидуальность, на разномыслие и своемыслие.
После знаменитой московской «бульдозерной выставки» 17 сентября 1974 года в мире поднялось возмущение методами борьбы советских властей со «свободой творчества». Учитывая это, руководство СССР было вынуждено успокоить зарубежную общественность и демонстративно ослабило контроль за деятельностью неформально мысливших живописцев. В творческом мире началась «оттепель», а отношение к Ариадне Соколовой стало быстро меняться в лучшую сторону.
В 1975 году, после 22 лет работы, она оставила деятельность в Художественном фонде и провела в Ярославле свою первую персональную выставку, к которой областная организация Союза Художников РСФСР издала тематический каталог живописи Ариадны Соколовой объёмом 36 страниц.

В 1977 году Ариадна Соколова организовала свою персональную выставку уже в Москве. Кроме того, 10 февраля 1977 года она побывала в столичном Центральном Доме литераторов на мемориальной выставке живописца, новатора искусства Владимира Татлина и познакомилась там с его вдовой, 72-летней Александрой Корсаковой. Это знакомство переросло в дружбу, длившуюся более десяти лет, в частые поездки друг к другу в гости, и в написание Ариадной Соколовой портрета самой женщины. 
Она была очень интересным собеседником, – вспоминает Соколова. – Мышление космическое. Мы часами говорили о мироздании, о связи всего живого в природе, о месте человека во Вселенной, о загадках психологии. Как художник, она была известна своими иллюстрациями к Достоевскому.
В 1981 году Ариадна Соколова провела свои персональные выставки в Ярославле и, затем — в Ленинграде, где попутно вышел 36-страничный каталог её работ.
Затем последовали новые выставки: в 1982 году — в Ленинграде, в 1984 году — в Ярославле и Москве, в 1985 году — в Ярославле и в 1986 году — в Тбилиси. На этом этапе творчества художник стала уделять растущее внимание пастели, раскрыв в этом материале новые возможности для самовыражения.
В 1990 году, параллельно с работами в «Доме муз», Ариадна Соколова провела в Ярославле новую и крупную персональную выставку. К мероприятию был приурочен выход изданного Управлением культуры Ярославского облисполкома и Ярославской организацией союза художников РСФСР 30-страничного каталога работ художницы. Тогда же на собственные деньги она выпустила в ярославском Верхне-Волжском книжном издательстве посвященную памяти А. Ахматовой книгу своих стихов «Из поэмы». В 1995 и 1997 годах она провела в Ярославле очередные персональные выставки. С 10 по 14 июля 2000 года в Центральном выставочном зале Ярославского регионального отделения Союза художников России проходила персональная выставка живописи, графики и предметного искусства к 75-летию Ариадны Соколовой. Тогда же друзья сделали Ариадне Соколовой подарок, издав книгу её рассказов «Лицом к лицу». В 2002 году она вновь устроила персональную выставку в Ярославле, а с 2 июля по 10 августа 2003 года её выставка прошла в московском Центральном доме художника. 9 июня 2005 года в выставочном зале Ярославского отделения Союза художников открылась выставка Ариадны Соколовой, представившей около 150 своих живописных работ разных лет. В декабре 2005 года в выставочном зале Ярославской областной организации Союза художников прошёл Фестиваль молодёжного искусства «Лабиринты», на котором в качестве символа преемственности творческих эпох демонстрировался триптих Ариадны Соколовой «За молодость».
С 4 ноября 2008 года по 15 января 2009 года в Ярославском художественном музее проходила выставка «Советская сюита», представляющая искусство 1920—1980-х годов в произведениях семи ярославских художников, включая Ариадну Соколову. Был представлен её автопортрет 1945 года, где Ариадна Леонидовна стоит в полный рост в малиновом костюме, а также её портреты искусствоведов Т. Павловой (1971) и И. Ивенской (1983).
До конца жизни Ариадна Леонидовна Соколова продолжала творческую деятельность. Помимо обширной экспозиции в «Доме муз», произведения художницы находятся в музеях Москвы, Ярославля, Рыбинска, Ужгорода, Еревана, Тбилиси, Орджоникидзе[уточнить], во многих российских и зарубежных частных коллекциях.

## Дом муз

«Дом муз»

В августе 1989 года внимание Ариадны Соколовой привлёк бывший особняк ярославского хирурга Николая Бибикова. Сам дом, выполненный в стиле романтического модерна, со стрельчатыми арками и готическими окнами, был сооружён из красного кирпича в 1908 году. Он использовался как для проживания врача с семьёй, так и для приёма пациентов. После революции дом № 23-а по улице Чайковского отдали под «коммуналку», и в конце 1980-х годов стали расселять, чтобы снести. К счастью, этому воспротивилась городская общественность, и здание сохранили, придав ему статус памятника истории и культуры областного значения.
Посетив здание, Ариадна Леонидовна была очарована следами былой красоты, дубовой лестницей на второй этаж, анфиладой комнат, живописностью освещения сквозь стрельчатые окна. Так у неё родилась идея открыть в здании ярославский музей современного искусства «Дом муз». Ходатайство об использовании старого особняка под эти цели вместе с Ариадной Соколовой подписал ряд ярославских актёров, искусствоведов, педагогов, врачей и инженеров. Они объявили о создании культурно-просветительского общества «Искусство, литература, музыка», которое будет восстанавливать дом, а затем откроет в нём экспозиции.
Ярославский горисполком пошёл навстречу и отдал здание под «Дом муз», освободив его от арендной платы, но сохранив за арендатором обязанность осуществлять коммунальные платежи и платежи за электричество. После этого усилиями добровольцев были сломаны коммунальные перегородки, осушён подвал, восстановлена система отопления и отциклёван старый паркет, а перед входом, на тротуаре, Ариадна камешками выложила придуманный ей лозунг: «Искусство — это сила, красота и ум народа».
На этапе становления «Дому муз» сильно помогал тогдашний глава Кировского района Ярославля Владимир Ковалёв. Кроме него, если верить табличке на самом «Доме муз», энтузиастов поддерживали мэр города Виктор Волончунас и его заместитель Валерий Величко, начальник управления культуры мэрии Ярославля Валентина Зарецкая, председатель областного комитета историко-культурного наследия Юрий Аврутов и хранительница фондов Ярославского художественного музея Надежда Воинова (ныне Кукушкина).
К исходу 1990 года, благодаря совместным усилиям в «Доме муз», сразу получившем альтернативное название «Дом Ариадны», открылась картинная галерея, проходили творческие вечера, а в осушённом подвале планировалось создать музыкальное кафе. Экспозиции учреждения состояли из работ М. Кичигина и В. Кузнецовой-Кичигиной, М. Касаткина, К. Коровина, А. Васнецова, М. Реутова, Л. Благинина, А. Синько, акварелей американского художника Даниела Вулсона, скульптур, икон, фисгармонии, старинной мебели, колоколов, предметов крестьянского быта, игрушек и даже детских рисунков. Широкая лестница носила имя Вертинского, а на видном месте лежала соломенная шляпа знаменитого художников-авангардиста, одного из мастеров Серебряного века Натана Альтмана. Кроме того, «Дом муз» уделял внимание картинам непрофессиональных художников — например, женщины Лены, которая после автокатастрофы девять лет пролежала в параличе, а затем через силу стала рисовать на библейские темы.
В сентябре 1991 года, отвечая на вопросы корреспондента ярославской газеты «Пресс-клип», Ариадна Соколова сообщала, что в здании уже действует литературная гостиная с мягкой мебелью, камином и старинным фортепиано, в которой «звучали произведения Моцарта, читали при свечах Ахматову, слушали песни замечательной кээспешницы Ольги Сорокиной», и сообщала о планах открыть после ремонта ещё четыре комнаты, где посетители увидят образцы детского творчества, старого и современного прикладного искусства, а также выставку китайских мастеров.

Созданное стараниями Ариадны Леонидовны негосударственное учреждение культуры быстро стало популярным у представителей творческой интеллигенции и просто гостей города. Кандидат искусствоведения, доктор педагогических наук, профессор ЯГПУ Евгений Ермолин писал: 
Из дома Соколова сделала произведение искусства. Это, если хотите, и её автопортрет, и её главный шедевр. Всё здесь под стать хозяйке. Дом муз стал как будто живым существом. И они срослись так прочно, что теперь не могут друг без друга. <…> Всё здесь необычно. Сюрпризы от самого порога. Странные, причудливые, замысловатые комбинации витых металлических перьев, старых книг, своих и чужих живописных работ, засушенных цветов… Великое и малое, шедевр известного мастера и конфетная коробка. Венский стул и детский рисунок. Творенье художника-случая и чугунный утюг. Гастрольная афиша Пилар Риохи — той, у которой в давние годы украли в ярославской филармонии шубу и кастаньеты… Звенья единой творческой мысли. Соколова встретит вас у входа. И — будьте уверены — не отойдёт ни на шаг, будет жадно ждать ваших впечатлений, ведь она продумала ваш визит от первой до последней минуты. Вы попали в её домашний театр. Здесь учтён, кажется, и скрип половицы, и звон колокольчика над головой. Дом должен, так задумано, стать вашим другом навсегда.
Между тем «Дом муз» стал испытывать в середине 1990-х годов растущие экономические трудности. Власти уже утратили к нему интерес, исчезла большая часть спонсоров, фактически распалось культурно-просветительское общество «Искусство, литература, музыка». На его месте была зарегистрирована Ярославская городская общественная организация "Музей современного искусства «Дом муз», учредителями которой, помимо Ариадны Соколовой, выступили областное отделение ВООПИК и Ярославская организация Союза художников России.

После этого был заключён новый договор, согласно которому Комитет по управлению муниципальным имуществом мэрии города Ярославля передавал здание, находящееся на балансе управления культуры мэрии в безвозмездное пользование городской общественной организации. Однако, за последней была оставлена оплачивать коммунальные расходы — и, учитывая малочисленность общественной организации, содержание дома фактически легло на плечи самой художницы. В итоге осенью 1997 года областная газета «Северный край» отмечала: 
Красота-то там есть, но не всем доступна. Сегодня и живописные интерьеры, и интересная экспозиция скрыты от глаз зрителя. Прекратилось даже скромное финансирование музея, сам статус его по сию пору находится под вопросом. Соколова трудится в музее — заметим, не частном, как, например, «Музыка и время» — бескорыстно. Ей едва хватает средств на содержание сторожа.
Тем не менее, деятельность «Дома Муз» продолжалась. На рубеже столетий Ариадна Соколова, например, выдвинула лозунг: «То, что произведёно человеком — уже искусство», и расширила экспозицию за счёт шедевров, сделанных из картонной и пластиковой упаковки, а также других артефактов вроде куска резины, случайно похожего на профиль Пушкина.

Между тем, проблемы в «Доме муз» значительно усугубились из-за прошедшего дефолта, и быстро росли. Так, по состоянию на 2001 год, только за тепло у организации были семилетние долги на сумму 45 тысяч рублей. Чтобы погасить их, Ариадна Соколова предложила руководству «Ярэнерго» бартер — два своих индустриальных пейзажа, оценённых экспертами Ярославского художественного музея как раз в эту сумму. Из-за отсутствия средств Ариадна Леонидовна была вынуждена отказаться также от услуг сторожа и завела вместо него несколько собак. Однако к этому времени, кроме заурядных воров, появились и «цивилизованные» претенденты на здание, расположенное в центре города. Газета «Северный край» сообщала: 
Время от времени на него покушаются вполне приличные люди. Было несколько попыток напроситься в «угловые жильцы» с далеко идущими намерениями, дискредитировать хозяйку, хвостатых сторожей и всю её «малопонятную» затею.
 Несмотря на это, работа в Доме муз продолжалась: так, в 2002 году каждую субботу в 15.00 Ариадна Соколова открывала здание для желающих, хотя в остальное время посещение музея было возможно только по предварительной договорённости с самой художницей.
Несмотря на широкое общественное признание заслуг Ариадны Леонидовны, мало кто из богатых ярославцев стремился помочь ей и «Дому муз» материально. Новые неприятности принёс построенный неподалёку «Макдоналдс»: вместе с пищеотходами появились и крысы, которые часто забегали в музей современного искусства. От грызунов стали страдать экспозиции, и Ариадна Соколова была вынуждена завести несколько котов. Они, впрочем, стали таким же непременным атрибутом «Дома муз», как сами картины.
Наблюдая за растущими трудностями «Дома муз», ответственные лица подсказывали Ариадне Леонидовне разные варианты решения проблем: предлагали, например, сделать здание вместе с экспозициями муниципальным учреждением, филиалом Музея истории города Ярославля, Ярославского художественного музея или Выставочного зала областной организации Союза художников — однако Соколова от таких вариантов отказывалась во имя своей творческой и личной свободы.
В 2007 году уроженка Ярославля, выпускница ВГИКа и мастерской Петра Тодоровского Полина Варази сняла на киностудии «Точка зрения» посвящённый деятельности Ариадны Соколовой и «Дома муз» документальный фильм «Нить Ариадны». Его премьерный показ прошёл 4 июня 2007 года в Ярославском киноклубе на ул. З. Космодемьянской, после чего зрители встретились и с режиссёром, и с самой художницей.
Во второй половине 2007 и в 2008 году определённым стимулом для развития «Дома муз» стало сотрудничество Ариадны Соколовой с областным творческим объединением «Lift-проект», которое устраивало в здании просмотры творческих мультфильмов, мастерские по текке и изготовлению hand-made открыток, по изобразительному искусству, композиции, инсталляции и дизайну. Весьма значительными для городской культуры событиями можно назвать проведение в «Доме муз» круглого стола участников проходившего под патронажем отдела международных связей мэрии Ярославля и мэрии города Пуатье (Франция) российско-французского проекта «Si pres du loin / Так близко, что далёко», а также мастер-классов по художественному переводу Кэрол Девис — известного языковеда, специалиста американской литературы и давней поклонницы России.

К сожалению, дальнейшему осуществлению акций творческой молодёжи на базе «Дома муз» мешали и немощи пожилой художницы, из-за которых в последний момент переносились уже запланированные мероприятия, и отношение Ариадны Соколовой к самим предметам, наполнявшим здание. Руководитель «Lift-Проект» Юлия Кривцова сообщала: 
Мы сами брали над ней шефство — ходили, помогали, но… В субботу устраиваем субботник — выносим мусор, а в понедельник возвращаемся и видим: она всё несёт назад.
В 2008 году Ярославский художественный музей начал реализацию проекта «Провинциальный идеализм. Город. Три века художественной традиции», который был отмечен грантом губернатора области, посвящался грядущему тысячелетию Ярославля и проходил в рамках межрегиональной культурной программы «Дружеское послание». Среди семи музеев, предоставивших для проекта произведения из своих фондов, значился и ярославский «Дом муз».

По мере того, как подходил к концу срок договора о безвозмездном пользовании зданием «Дома муз», на него всё чаще стали обращать внимание сомнительные личности. «К Ариадне Соколовой постоянно приходят какие-то люди и пытаются Дом захватить, поэтому она боится любых посетителей», — сообщала руководитель «Lift-Проекта» Юлия Кривцова. Неудивительно, что уже в феврале 2009 года пошли слухи, будто здание «приглядел» себе находящийся рядом развлекательный центр «Смирнов». Последовавшие затем комментарии представителей комитета по управлению муниципальным имуществом мэрии Ярославля о том, что Ариадна Соколова не может содержать здание в надлежащем виде, только усилили подозрение, что скоро «Дом муз» окажется на улице. Архитектор-реставратор, председатель областного совета Всероссийского общества охраны памятников истории и культуры Вячеслав Сафронов отмечал: 
Если так случится, это ужасно. Уникальные коллекции, собранные художником Ариадной Соколовой, и сама бывшая больница Бибиковых, памятник архитектуры XIX века, единственный в Ярославле образец стиля «русской готики», если куда-то и «передавать», то, думаю, музею истории города, иначе его вряд ли сохранить для культуры.

30 апреля 2009 года срок договора на пользование зданием закончился, и Ариадну Соколову проинформировали, что перезаключать его с городской общественной организацией «Дом муз» ярославские власти не будут. Одновременно здание было снято с баланса управления культуры мэрии. Комментируя ситуацию, заместитель председателя Комитета по управлению муниципальным имуществом мэрии Ярославля Тарас Потолов сообщил: 
Согласно договору пользователь должен содержать здание в надлежащем состоянии, соблюдая санитарные нормы, правила пожарной безопасности. Совершать ремонт, убирать территорию. Дом муз не отвечает этим требованиям, и уже очень давно.
 Он не стал скрывать, что здание готовится к приватизации, и в ноябре-декабре 2009 года его должны выставить на торги. Остаётся загадкой, как это случилось — поскольку дом является памятником истории и культуры областного значения, и, по законодательству, процесс приватизации требовалось согласовать с областным комитетом историко-культурного наследия. Однако, по словам его председателя Юрия Аврутова, даже по состоянию на осень сделано этого не было.
Получив информацию о нежелании мэрии перезаключать договор с городской общественной организацией «Дом муз» о пользовании зданием, Ариадна Соколова забила тревогу: она направила письмо губернатору Ярославской области — но понимания не нашла, а ещё одно её письмо, адресованное руководству ЮНЕСКО, «застряло» в Москве.
Во второй половине октября 2009 года скандал с возможным выселением «Дома муз» выплеснулся сперва в ярославские интернет-сообщества, а оттуда — на страницы газет. При этом представители комитета по управлению муниципальным имуществом пытались оправдать нежелание продлевать договор с городской общественной организацией «Дом муз» уже тем, что она не является «муниципальным учреждением культуры».

Защитники Ариадны Соколовой и «Дома муз» сходились на том, что в условиях дефицита площадей под культурные акции отдавать здание коммерсантам нельзя. Так, куратор знаменитого ярославского арт-проекта «Иные» Владимир Гаврилов, например, подчёркивал:
У нас нет центра современного искусства. И этот дом мог бы им стать. Я бы с радостью туда и картины из своего проекта представил — признанные во всём мире, в Ярославле они не имеют своего постоянного пристанища.
 Директор Музея истории города Ярославля Владимир Извеков также выразил солидарность с коллегой, сообщив, что было бы замечательно на первом и втором этажах дома организовать экспозицию и выставочные залы современного искусства, а подвал отдать под арт-кафе. Он отмечал: 
Расположение дома Бибикова – выгодное во всех смыслах: он в центре, там всегда много туристов, молодёжи. Думаю, место пользовалось бы популярностью. Знаю точно – нельзя допустить, чтобы в здании памятника архитектуры регионального значения открыли пивнушку.
 Корреспондент федерального портала «Роскультура» Ирина Саминская также писала: 
Хоть коллеги и говорят о Соколовой с изрядной долей иронии, поход в этот дом стал одним из самых запоминающихся среди моих путешествий. Именно такие неофициальные достопримечательности формируют облик города лучше, чем очевидные — храмы, памятники и кафе в указанных в путеводителях местах. <…> Зачастую подобные музеи — это частная инициатива, и, скорее всего, без своей экстравагантной хранительницы Дом муз не проживёт ни дня: инсталляции отправятся на помойку и перестанут быть искусством, а всё, что уцелеет от картинной галереи, переместится в местный художественный музей.

По состоянию на конец октября 2009 года ситуация с возможным выселением созданного Ариадной Соколовой «Дома муз» из здания на улице Чайковского окончательно разрешёна не была. Сама 84-летняя художница выразила такое отношение к происходящему: 
Я не в претензии. Я всё понимаю. Но пусть мне дадут ещё пожить и позаниматься своими делами.
12 ноября 2009 года в мэрии Ярославля проходили общественные слушания по проекту городского бюджета на 2010 год. Корреспондент Агентства национальных новостей Евгений Мухтаров задал вопрос о судьбе «Дома муз» непосредственно мэру Ярославля. Глава города Виктор Волонунас, увы, лишь подтвердил опасения за судьбу уникального музея современной живописи. Он сообщил:
Я прямо могу сказать, что мы будем принимать по нему решение. Здание должно быть передано в частные руки.
13 ноября 2009 года «Агентство национальных новостей» отмечало:
Ныне противостояние 84-летней художницы и городских чиновников подходит у печальному финалу... По общему убеждению, даже если бы каким-то чудом нашёлся меценат, готовый купить здание на аукционе и оставить в нём «Дом муз» - этого не случится, поскольку вопрос, «кто будет хозяином», кулуарно уже решён. Осведомлённый источник из ярославских органов местного самоуправления сообщил корреспонденту АНН, что уже давно ходят слухи о сговоре между некоторыми чиновниками мэрии и одним из крупных ярославских бизнесменов, положивших глаз на «Дом муз». У этого коммерсанта есть в собственности ненужное ему административное здание, которое требуется мэрии. А у мэрии есть в собственности дом, откуда выселяют организацию Ариадны Соколовой. В итоге, якобы, стороны собираются совершить своего рода «обмен». К зиме дом выставят на торги, но сообщат при этом, что готовы принять у покупателя вместо денег «натуру» - например, в виде административного здания определённой площади, находящегося в определённом месте. Таким образом, нормы Федерального Закона № 94, требующего реализовать муниципальное имущество только через аукционы, будут формально соблюдёны - но победителем автоматически станет тот самый бизнесмен, планирующий разместить в историческом здании магазин и ресторан.» 
Через некоторое время Ариадна Соколова обратилась за поддержкой к Зурабу Церетели.
19 ноября 2009 года на имя мэра Ярославля Виктора Волончунаса было подготовлено коллективное письмо от имени Президента Российской академии художеств Зураба Церетели и 30 членов президиума организации, из которых двое — Герои Социалистического труда, 28 человек — лауреаты Государственных премий, 19 человек являются профессорами различных ВУЗов, 25 человек носят звание народных художников СССР, РСФСР или РФ, семеро имеют звание заслуженных художников, а четверо членов президиума удостоены персональных благодарностей и премий Президента Российской Федерации.
В обращении отмечалось:
«Многоуважаемый Виктор Владимирович! 

На имя Президента Российской Академии Художеств Зураба Константиновича Церетели пришло письмо от заслуженного художника России, лауреата премии Опекушина - Ариадны Леонидовны Соколовой.
В нём высказывается просьба о сохранении за Ярославским музеем современного искусства «Дом муз» четырёхэтажного кирпичного здания, памятника архитектуры, охраняемого государством, построенном в 1908 году местным врачом Н.И.Бибиковым в стиле модерн с элементами готики, по адресу: г.Ярославль, ул. Чайковского, д.23-а. 

Президиум Российской академии художеств просит вас, уважаемый Виктор Владимирович в преддверии большого праздника Тысячелетия со дня основания Ярославля, а также зная Ваше трепетное отношение к историческому, культурному и художественному наследию города, рассмотреть возможность сохранения  уникального музея городской изобразительной культуры XX века «Дом муз» по вышеуказанному адресу».
25 ноября 2009 года представитель инициативной общественной группы по спасению «Дома муз» Виктория Титова передала помощнику мэра Ярославля указанное письмо, а также обращение Ариадны Соколовой на имя главы города, где отражалось принципиальное согласие передать управлению культуры Ярославля всю коллекцию и имущество общественной организации «Музей современного искусства „Дом муз“ при условии, что они будут сохранёны в прежнем здании, которое, в свою очередь, станет филиалом Музея истории города Ярославля. Одновременно депутат муниципалитета Евгений Урлашов на заседании комиссии по социальной политике муниципалитета г. Ярославля озвучил письмо в защиту „Дома муз“, полученное от президента и членов президиума Российской Академии художеств.
26 ноября 2009 года мэр Ярославля отменил прежнее решение о выставлении Дома Муз на торги, и поручил начальнику Управления культуры Валентине Зарецкой вместе с директором Музея истории города Ярославля Владимиром Извековым срочно встретиться с Ариадной Соколовой для уточнения, действительно ли она готова передать коллекцию городу при условии, если „Дом муз“ станет филиалом Музея истории Ярославля. Встретившись с Соколовой, они получили принципиальное подтверждение этой информации.
7 декабря 2009 года развитие событий вокруг „Дома муз“ и Ариадны Соколовой стало темой прямого утреннего эфира радиостанции „Эхо Москвы“ — Ярославль». В обсуждении приняли участие гости: директор Ярославского Джаз-Центра Игорь Гаврилов, архитектор Сергей Кремнёв, журналист Евгений Мухтаров.
1 февраля 2010 года на утренней планерке муниципального учреждения культуры «Музей истории города Ярославля» было официально объявлено, что «Дом муз» переходит на баланс управления культуры мэрии Ярославля и передаётся Музею истории города в качестве филиала, а на ремонт здания и прокладку отопления по второму этажу планируется за текущий год потратить 1,5 млн руб.
17 февраля 2010 года был назначен директор филиала «Дом муз» Музея истории г. Ярославля. Новым руководителем стала Полина Варази.

## Последние годы жизни
Последние годы жизни художница провела в своей скромной квартире в доме 4-а по улице Зои Космодемьянской. Ещё в период борьбы за выживание Дома Муз она стала быстро терять зрение, и этот процесс оказался необратимым. В итоге Ариадна Соколова практически полностью ослепла.
На одном из новостных порталов была опубликована следующая информация:
Друзья, знаменитая ярославская художница Ариадна Соколова нуждается в помощи. Ей 87 лет, она инвалид по зрению. Она ищет человека, который бы мог 1 раз в день приносить ей горячую еду (0,5 литра супа из брокколи и кусочек варёной рыбы). Она готова оплатить продукты и услуги приготовления, доставки. Нужно регулярное, ответственное участие. Если вы знаете человека преклонного возраста, кого бы не затруднило такое дело, и у кого есть желание общаться, или знаете кафе, которое взяло бы под свою опеку выполнение такой ежедневной услуги для легендарной для нашего города личности, пожалуйста, откликнитесь. Она живёт в центре города.
К счастью, добрые люди нашлись: девушки-волонтёры стали ежедневно приносить в дом продукты.
Слепота очень тяготила художницу, и, не в силах писать сама, она стала надиктовывать мемуары, но данная работа осталась незавершённой.
29 октября 2013 года Ариадна Леонидовна Соколова скончалась.
Утром 31 октября 2013 года была погребёна на Леонтьевском кладбище города Ярославля. В последний путь художницу провожали представители Ярославского художественного музея, областной организации Союза художников, ряда других общественных объединений, журналисты и просто те, кто знал Ариадну Соколову.

## Награды и звания
- В 1994 году постановлением губернатора Ариадна Соколова была удостоена областной премии им. А. М. Опекушина III степени[14].
- 2 февраля 2004 года Указом Президента РФ за многолетнюю плодотворную деятельность в области культуры и искусства Ариадна Соколова была удостоена звания «Заслуженный художник Российской Федерации»[46].
- Медаль «Ветеран труда»[1].